# Rock dur
El rock dur o pesant (de l'anglès hard rock o heavy rock), és el fruit del desenvolupament i la barreja del blues i dels aspectes més innovadors del rock existent a la dècada del 1960, que es caracteritza per la important presència de guitarres elèctriques, ritmes contundents amb notable protagonisme de la bateria, i una veu que adquireix també un nou protagonisme pel que fa a la seva força, sense renunciar a la melodia. Tot plegat va tenir el suport dels avenços tècnics que afectaven tant els instruments com els sistemes d'amplificació, cada cop més potents.
A finals dels anys 60, esperonats pel que havien fet grups com ara The Beatles, The Kinks, The Who, The Animals, The Yardbirds o Creedence Clearwater Revival, hi va haver una sèrie d'artistes i grups que van unir a això una forta influència de blues progressiu i van dur el pop i el rock existents cap a un terreny on predominava la força del ritme i la contundència sonora. Entre ells destaquen pel seu èxit Cream, Jimi Hendrix, Led Zeppelin, Deep Purple o Black Sabbath. La frontera que separa el hard rock del heavy metal és sovint difícil de distingir. De fet, segons alguns usos de l'etiqueta hard rock, aquest conté el heavy metal, mentre que en altres usos es tracta d'un gènere diferent però proper i amb una àmplia zona d'intersecció. Mentre alguns artistes es van mantenir més propers al camp del blues i del rock progressiu, d'altres van tendir a accentuar la resta d'aspectes que caracteritzarien el heavy metal. Així, dins del rock dur més proper a les arrels de blues, van sorgir a la dècada del 1970 grups com Whitesnake, AC/DC, ZZ Top, Kiss o Aerosmith. A la dècada del 1980, de forma paral·lela al desenvolupament del heavy metal i els seus derivats, el rock dur va seguir produint grans bandes i en destaquen especialment les que es van originar a la ciutat nord-americana de Los Angeles: Guns N' Roses, Cinderella, L.A. Guns, etc.

## Definicions
El hard rock és una forma de música rock forta i agressiva. Sovint s'emfatitza la guitarra elèctrica, utilitzada amb distorsió i altres efectes, tant com a instrument rítmic que utilitza riffs repetitius amb un grau de complexitat variable, i com a instrument solista principal. La bateria se centra típicament en els ritmes de conducció, un bombo fort i un ritme de revés a la caixa, de vegades utilitzant plats per emfatitzar. El baix treballa conjuntament amb la bateria, ocasionalment tocant riffs, però normalment proporcionant un suport per a les guitarres rítmiques i principals. Les veus solen ser grunyits, roncs, o impliquen crits o gemecs, de vegades amb una veu aguda, o fins i tot en falset.
A finals de la dècada de 1960, el terme heavy metal es va utilitzar indistintament amb el rock dur, però a poc a poc es va començar a utilitzar per descriure la música tocada amb encara més volum i intensitat. Mentre que el hard rock va mantenir una identitat de rock and roll de blues, incloent alguns swing en el ritme posterior i riffs que tendien a perfilar progressions d'acords en els seus ganxos, els riffs de heavy metal sovint funcionaven com a melodies autònomes i no tenien swing en ells. A la dècada de 1980 el heavy metal va desenvolupar una sèrie de subgèneres, sovint anomenats extreme metal, alguns dels quals van estar influenciats pel hardcore punk, i que van diferenciar encara més els dos estils. Malgrat aquesta diferenciació, el rock dur i el heavy metal han existit colze al costat, amb bandes que sovint es troben a la frontera dels gèneres o es creuen entre ells.

## Discografia representativa
- Cream: "Disraeli Gears" (1967), "Wheels Of Fire" (1968)
- Jimi Hendrix: "Electric Ladyland" (1968), "Woodstock" (1969)
- The Beatles: "The Beatles"(White Album) (1968)
- Free: "Tons of Sobs" (1969)
- Led Zeppelin: "Led Zeppelin I" (1968), "Physical Graffiti" (1975)
- Black Sabbath: "Paranoid" (1970), "Master of Reality" (1971)
- Deep Purple: "In Rock" (1970), "Machine Head" (1972)
- Judas Priest: " Rocka Rolla" (1974), "Sad Wings of Destiny" (1976)
- Mountain: "Climbing" (1970)
- Uriah Heep: "Damons and Wizards" (1972)
- Grand Funk Railroad: "We're an American Band" (1973)
- Alice Cooper: "School's Out" (1972)
- Wishbone Ash: "Wishbone Ash" (1970)
- Cactus: "Cactus" (1970)
- James Gang: "Bang" (1973)
- Rick Deringer: "All American Boy" (1973)
- Blue Oyster Cult: "Agents of Fortune" (1976)
- Thin Lizzy: "Jailbreak" (1976), "Black Rose" (1979)
- Montrose: "Montrose" (1973)
- Nazareth: "Play 'n' the Game" (1976)
- Ted Nugent: "Cat Scratch Fever" (1977)
- ZZ Top: "Tres Hombres" (1973), "Fandango!" (1975)
- Scorpions: "Tokyo Tapes" (1978), "World Wide Live" (1985)
- Aerosmith: "Toys In The Attic" (1975), "Draw the Line" (1978)
- Kiss: "Destroyer" (1976), "Alive II" (1977)
- Billy Squier: "Don't Say No" (1981)
- Joan Jett: "Up Your Alley" (1988)
- Skid Row: "Skid Row" (1989)
- Whitesnake: "Ready an' Willing" (1980), "Live... in the Heart of the City" (1980)
- AC/DC: "Highway To Hell" (1979), "Back In Black" (1980)
- Guns N' Roses: "Appetite For Destruction" (1987), "Lies" (1988)